# 特別指定選手制度 (メジャーリーグサッカー)
メジャーリーグサッカーにおける特別指定選手制度(Designated Player Rule)は、2007年に採用されたサラリーキャップに関する規定である。特別指定選手第1号にはMFデヴィッド・ベッカムが認定されたため、ベッカム・ルール(the Beckham Rule)とも呼ばれる。
メジャーリーグサッカーの各選手にはサラリーキャップ（年俸総額の上限制度）が導入されているが、各クラブが選手のサラリーキャップの範囲外で最大2人まで獲得することを認めたのがこの制度である。この制度により、それまでの規定では獲得が困難だったFWティエリ・アンリやDFラファエル・マルケスなどのスター選手がメジャーリーグサッカーに進出するようになった。

## 概要
2006年のサラリーキャップは約190万ドルと推定されており、その額は2007年が210万ドル、2008年が230万ドルと上昇している。2010年のサラリーキャップは255万ドルと予想され、2014年末の規則の期限切れまで年5%ずつ自動的に加算される。
この規則は、国際的に認識されたイングランド人MFデヴィッド・ベッカムのカリスマ性から利益を見込み、サラリーキャップ外での獲得を目論んだメジャーリーグサッカーのクラブによって、非公式にベッカム・ルール(the Beckham Rule)との通称が付けられていた。その後、ベッカムはロサンゼルス・ギャラクシーに入団し、この制度が適用された初めての選手となった。ベッカムの年俸は基本給が650万ドルであり、前所属のレアル・マドリードが50%を保有する肖像権、保証金、ユニフォームの販売枚数による配分、契約金などによって最大900万ドルまで昇給する。

## 現在の特別指定選手
2020年3月3日 現在
| 契約年 | 選手                             | 国籍                | クラブ                               | 年俸（2019年） |
| ------ | -------------------------------- | ------------------- | ------------------------------------ | -------------- |
| 2015   | ジョジー・アルティドール         | アメリカ合衆国の旗  | トロントFC                           | $6,332,250     |
| 2016   | ニコラス・ロデイロ               | ウルグアイの旗      | シアトル・サウンダーズFC             | $2,502,500     |
| 2017   | アルベルト・エリス               | ホンジュラスの旗    | ヒューストン・ダイナモ               | $650,340       |
| 2017   | アルベルト・ルスナーク           | スロバキアの旗      | レアル・ソルトレイク                 | $2,001,667     |
| 2017   | ホセフ・マルティネス             | ベネズエラの旗      | アトランタ・ユナイテッドFC           | $3,058,333     |
| 2017   | セバスティアン・ブランコ         | アルゼンチンの旗    | ポートランド・ティンバーズ           | $1,375,008     |
| 2017   | マキシミリアーノ・モラレス       | アルゼンチンの旗    | ニューヨーク・シティFC               | $2,000,000     |
| 2017   | ヴァレリ・カザイシュヴィリ       | ジョージア (国)の旗 | サンノゼ・アースクエイクス           | $1,604,042     |
| 2017   | トマス・マルティネス             | アルゼンチンの旗    | ヒューストン・ダイナモ               | $386,804       |
| 2017   | ジョナタン・ドス・サントス       | メキシコの旗        | ロサンゼルス・ギャラクシー           | $2,000,000     |
| 2017   | ペドロ・サントス                 | ポルトガルの旗      | コロンバス・クルー                   | $864,560       |
| 2017   | ポール・アリオラ                 | アメリカ合衆国の旗  | D.C. ユナイテッド                    | $707,000       |
| 2018   | ドム・ドワイヤー                 | アメリカ合衆国の旗  | オーランド・シティSC                 | $1,503,333     |
| 2018   | カルロス・ベラ                   | メキシコの旗        | ロサンゼルスFC                       | $6,300,000     |
| 2018   | ディエゴ・ロッシ                 | ウルグアイの旗      | ロサンゼルスFC                       | $1,052,000     |
| 2018   | ヘスス・メディナ                 | パラグアイの旗      | ニューヨーク・シティFC               | $870,833       |
| 2018   | エセキエル・バルコ               | アルゼンチンの旗    | アトランタ・ユナイテッドFC           | $1,425,000     |
| 2018   | サフィル・タイデル               | アルジェリアの旗    | モントリオール・インパクト           | $1,400,000     |
| 2018   | フェリペ・グティエレス           | チリの旗            | スポルティング・カンザスシティ       | $1,650,000     |
| 2018   | サンティアゴ・モスケラ           | コロンビアの旗      | FCダラス                             | $591,400       |
| 2018   | アレハンドロ・ロメロ・ガマーラ   | パラグアイの旗      | ニューヨーク・レッドブルズ           | $800,000       |
| 2018   | ラウル・ルイディアス             | ペルーの旗          | シアトル・サウンダーズFC             | $1,800,000     |
| 2019   | ジョニー・ラッセル               | スコットランドの旗  | スポルティング・カンザスシティ       | $1,700,000     |
| 2019   | ヤーン・グレグシュ               | スロバキアの旗      | ミネソタ・ユナイテッドFC             | $883,500       |
| 2019   | ブライアン・アコスタ             | ホンジュラスの旗    | FCダラス                             | $650,000       |
| 2019   | ゴンサロ・ニコラス・マルティネス | アルゼンチンの旗    | アトランタ・ユナイテッドFC           | $900,000       |
| 2019   | カルレス・ヒル                   | スペインの旗        | ニューイングランド・レボリューション | $2,337,500     |
| 2019   | 黄仁範                           | 大韓民国の旗        | バンクーバー・ホワイトキャップス     | $655,000       |
| 2019   | アレクサンドル・ミトリツァ       | ルーマニアの旗      | ニューヨーク・シティFC               | $500,000       |
| 2019   | サム・ジョンソン                 | リベリアの旗        | レアル・ソルトレイク                 | $718,750       |
| 2019   | アラン・クルス                   | コスタリカの旗      | FCシンシナティ                       | $333,125       |
| 2019   | ナニ                             | ポルトガルの旗      | オーランド・シティSC                 | $2,486,250     |
| 2019   | アレハンドロ・ポスエロ           | スペインの旗        | トロントFC                           | $3,800,000     |
| 2019   | ギャシ・ザーデス                 | アメリカ合衆国の旗  | コロンバス・クルー                   | $1,471,667     |
| 2019   | アリ・アドナン                   | イラクの旗          | バンクーバー・ホワイトキャップス     | $1,277,500     |
| 2019   | グスタボ・ボウ                   | アルゼンチンの旗    | ニューイングランド・レボリューション | $2,100,000     |
| 2019   | ジョシュ・シムズ                 | イングランドの旗    | ニューヨーク・レッドブルズ           | $710,468       |
| 2019   | マウリシオ・ペレイラ             | ウルグアイの旗      | オーランド・シティSC                 | $1,078,000     |
| 2019   | トマス・チャコン                 | ウルグアイの旗      | ミネソタ・ユナイテッドFC             | $337,000       |
| 2019   | ブリアン・ロドリゲス             | ウルグアイの旗      | ロサンゼルスFC                       | $1,039,800     |
| 2020   | マティアス・ペジェグリーニ       | アルゼンチンの旗    | インテル・マイアミCF                 | $170,833       |
| 2020   | ハニー・ムフタール               | ドイツの旗          | ナッシュビルSC                       | $n/a           |
| 2020   | クリスティアン・パボン           | アルゼンチンの旗    | ロサンゼルス・ギャラクシー           | $n/a           |
| 2020   | アラン・プリード                 | メキシコの旗        | スポルティング・カンザスシティ       | $n/a           |
| 2020   | クリスティアン・エスピノサ       | アルゼンチンの旗    | サンノゼ・アースクエイクス           | $n/a           |
| 2020   | ルーカス・カヴァリーニ           | カナダの旗          | バンクーバー・ホワイトキャップス     | $n/a           |
| 2020   | アダム・ブクサ                   | ポーランドの旗      | ニューイングランド・レボリューション | $n/a           |
| 2020   | ルーカス・セララジャン           | アルゼンチンの旗    | コロンバス・クルー                   | $n/a           |
| 2020   | ジミ・チャラ                     | コロンビアの旗      | ポートランド・ティンバーズ           | $n/a           |
| 2020   | 久保裕也                         | 日本の旗            | FCシンシナティ                       | $n/a           |
| 2020   | ジャミロ・モンテイロ             | カーボベルデの旗    | フィラデルフィア・ユニオン           | $671,200       |
| 2020   | エディソン・フローレス           | ペルーの旗          | D.C. ユナイテッド                    | $n/a           |
| 2020   | ユネス・ナムリ                   | デンマークの旗      | コロラド・ラピッズ                   | $n/a           |
| 2020   | ロベルト・ベリッチ               | スロベニアの旗      | シカゴ・ファイアーFC                 | $n/a           |
| 2020   | ハビエル・エルナンデス           | メキシコの旗        | ロサンゼルス・ギャラクシー           | $n/a           |
| 2020   | フランコ・ハラ                   | アルゼンチンの旗    | FCダラス                             | $n/a           |
| 2020   | ヤロスワフ・ニェズゴダ           | ポーランドの旗      | ポートランド・ティンバーズ           | $n/a           |
| 2020   | ジョアン・パウロ                 | ブラジルの旗        | シアトル・サウンダーズFC             | $n/a           |
| 2020   | ユルゲン・ロカディア             | オランダの旗        | FCシンシナティ                       | $n/a           |
| 2020   | ヘイソン・ラミレス               | ベネズエラの旗      | レアル・ソルトレイク                 | $n/a           |
| 2020   | パブロ・ピアッティ               | アルゼンチンの旗    | トロントFC                           | $n/a           |
| 2020   | ロドルフォ・ピサーロ             | メキシコの旗        | インテル・マイアミCF                 | $n/a           |
| 2020   | イグナシオ・アリセダ             | アルゼンチンの旗    | シカゴ・ファイアーFC                 | $n/a           |
| 2020   | ガストン・ヒメネス               | アルゼンチンの旗    | シカゴ・ファイアーFC                 | $n/a           |
| 2020   | ビクター・ワニアマ               | ケニアの旗          | モントリオール・インパクト           | $n/a           |

## 過去の特別指定選手
2020年3月3日現在、すでに退団した選手を含む通算人数。
| 人数 | 国籍             | 選手 |
| ---- | ---------------- | --- |
| 39   | アルゼンチン     | イグナシオ・アリセダ, エセキエル・バルコ, ギジェルモ・バロスケロット, エルナン・ベルナルデージョ, クラウディオ・ビエレル, セバスティアン・ブランコ, グスタボ・ボウ, ミルトン・カラグリオ, マウロ・ディアス, ファビアン・エスピンドラ, クリスティアン・エスピノサ, ブリアン・フェルナンデス, マルセロ・ガジャルド, ガストン・ヒメネス, フェデリコ・イグアイン, セバスティアン・ハイメ, フランコ・ハラ, マティアス・ラバ, クラウディオ・ロペス, クリスティアン・マイダナ, フアン・マヌエル・マルティネス, ゴンサロ・ニコラス・マルティネス, トマス・マルティネス, ルーカス・メラーノ, ハビエル・モラレス, マキシミリアーノ・モラレス, ルーカス・オンティベロ, クリスティアン・パボン, マティアス・ペジェグリーニ, マティアス・ペレス・ガルシア, イグナシオ・ピアッティ, パブロ・ピアッティ, フアン・エドガルド・ラミレス, ルーカス・ロドリゲス, マウロ・ロサレス, ディエゴ・バレリ, ゴンサロ・ベロン, ミルトン・ヴァレンスエラ, ルーカス・セララジャン |
| 21   | アメリカ合衆国   | フレディー・アドゥー, ジョジー・アルティドール, ポール・アリオラ, ダマルカス・ビーズリー, カイル・ベッカーマン, アレハンドロ・ベドヤ, マット・ベスラー, マイケル・ブラッドリー, クリント・デンプシー, ランドン・ドノヴァン, ドム・ドワイヤー, モーリス・エドゥ, オマール・ゴンサレス, ティム・ハワード, エディ・ジョンソン, ジャーメイン・ジョーンズ, クラウディオ・レイナ, ブレク・シェイ, クリス・ウォンドロウスキ, ギャシ・ザーデス, グラハム・ズシ |
| 13   | メキシコ         | クアウテモク・ブランコ, オマール・ブラボ, ネリー・カスティージョ, ルイス・アンヘル・ランディン, ラファエル・マルケス, ジョバニ・ドス・サントス, ジョナタン・ドス・サントス, マルコ・ファビアン, ハビエル・エルナンデス, ロドルフォ・ピサーロ, アラン・プリード, エリック・トーレス, カルロス・ベラ |
| 11   | コロンビア       | フアン・パブロ・アンヘル, ファビアン・カスティージョ, ディエゴ・チャラ, ジミ・チャラ, アンドレス・ラミロ・エスコバル, ダビド・フェレイラ, マウロ・マノタス, フレディ・モンテーロ, サンティアゴ・モスケラ, ダルウィン・キンテロ, アンヘロ・ロドリゲス |
| 11   | ウルグアイ       | ホアキン・アルダイス, トマス・チャコン, アルバロ・フェルナンデス, ニコラス・ロデイロ, マウリシオ・ペレイラ, フェデリコ・プッポ, エヒディオ・アレバロ・リオス, オクタビオ・リベロ, ブリアン・ロドリゲス, ディエゴ・ロッシ, ダビド・テヘイラ |
| 9    | ブラジル         | デニウソン, ルシアーノ・エミリオ, ジェオヴァンニ, ジウベルト, ジェフェルソン, カカ, ジョゼ・クレベルソン, ジョアン・パウロ, ラファエル |
| 8    | イングランド     | デビッド・ベッカム, ジャーメイン・デフォー, スティーヴン・ジェラード, フランク・ランパード, リアム・リッジウェル, ウェイン・ルーニー, ジョシュ・シムズ, ブラッドリー・ライト＝フィリップス |
| 7    | ホンジュラス     | ブライアン・アコスタ, ジェリー・ベングトソン, アルベルト・エリス, ロヘル・エスピノサ, オスカル・ボニエク・ガルシア, アレクサンデル・ロペス, ブライアン・ロチェス |
| 7    | パラグアイ       | ミゲル・アルミロン, ホスエ・コルマン, クリスティアン・コルマン, アレハンドロ・ロメロ・ガマーラ, ヘスス・メディナ, ネルソン・バルデス, エクトル・ビジャルバ |
| 6    | エクアドル       | フアン・ルイス・アナンゴノ, シャビエル・アレアガ, アニバル・チャラ, カルロス・グルエソ, オスワルド・ミンダ, ジョアオ・プラタ |
| 5    | フランス         | ロマン・アレッサンドリーニ, ヨアン・クワゼ, クロード・ディエルナ, エリク・アスリ, ティエリ・アンリ |
| 5    | ドイツ           | トルステン・フリンクス, ハニー・ムフタール, フランク・ロスト, バスティアン・シュヴァインシュタイガー, クリスティアン・ティファート |
| 5    | スコットランド   | クリス・ボイド, ショーン・マロニー, ケニー・ミラー, バリー・ロブソン, ジョニー・ラッセル |
| 5    | スペイン         | カルレス・ヒル, ミスタ, アレハンドロ・ポスエロ, ビクトル・ロドリゲス, ダビド・ビジャ |
| 4    | チリ             | パブロ・アランギス, フェリペ・グティエレス, ペドロ・モラレス, ディエゴ・ルビオ |
| 4    | コスタリカ       | アラン・クルス, ルイス・ディアス・エスピノサ, アルバロ・サボリオ, ケンダル・ワストン |
| 4    | ペルー           | エディソン・フローレス, アンドレス・メンドーサ, ラウル・ルイディアス, ジョシマール・ジョトゥン |
| 4    | ポルトガル       | ジョゼ・ゴンサルヴェス, アンドレ・オルタ, ナニ, ペドロ・サントス |
| 4    | ベネズエラ       | フェルナンド・アリステグエイタ, ホセフ・マルティネス, ヘイソン・ラミレス, ジェフェルソン・サバリーノ |
| 3    | カナダ           | ルーカス・カヴァリーニ, ジュリアン・デ・グズマン, ドウェイン・デ・ロサリオ |
| 3    | イタリア         | マルコ・ディ・ヴァイオ, セバスティアン・ジョヴィンコ, アンドレア・ピルロ |
| 3    | オランダ         | ダニー・クーフェルマンス, ユルゲン・ロカディア, シェリル・マクドナルド |
| 3    | ナイジェリア     | ファネンド・アディ, ケネディ・イグボアナニケ, オバフェミ・マルティンス |
| 3    | スウェーデン     | マグヌス・エリクソン, ズラタン・イブラヒモビッチ, フレドリック・ユングベリ |
| 3    | スイス           | ブレリム・ジェマイリ, イノセント・エメガラ, ブレイズ・ヌクフォ |
| 2    | アルバニア       | ハムディ・サリヒ, シュケルツェン・ガシ |
| 2    | ガーナ           | デイヴィッド・アカム, ジョナサン・メンサー |
| 2    | アイルランド     | ケヴィン・ドイル, ロビー・キーン |
| 2    | コートジボワール | ディディエ・ドログバ, シャビエル・クアッシ |
| 2    | ジャマイカ       | ジレス・バーンズ, サイモン・ドーキンス |
| 2    | ポーランド       | アダム・ブクサ, ヤロスワフ・ニェズゴダ |
| 2    | スロバキア       | ヤーン・グレグシュ, アルベルト・ルスナーク |
| 1    | アルジェリア     | サフィル・タイデル |
| 1    | アルメニア       | ユーラ・モフシシャン |
| 1    | オーストラリア   | ティム・ケーヒル |
| 1    | ベルギー         | イェーレ・ファン・ダンメ |
| 1    | カーボベルデ     | ジャミロ・モンテイロ |
| 1    | キューバ         | オスヴァルド・アロンソ |
| 1    | チェコ           | ボジェク・ドチカル |
| 1    | デンマーク       | ユネス・ナムリ |
| 1    | ガンビア         | ムスタファ・ジャリュ |
| 1    | ジョージア       | ヴァレリ・カザイシュヴィリ |
| 1    | グレナダ         | シャーリー・ジョセフ |
| 1    | ギニアビサウ     | ジェルソ・フェルナンデス |
| 1    | ハンガリー       | ニコリッチ・ネマニャ |
| 1    | イラク           | アリ・アドナン |
| 1    | イスラエル       | オメル・ダマリ |
| 1    | 日本             | 久保裕也 |
| 1    | ケニア           | ビクター・ワニアマ |
| 1    | リベリア         | サム・ジョンソン |
| 1    | モンテネグロ     | ブランコ・ボシュコヴィッチ |
| 1    | パナマ           | ガブリエル・トーレス |
| 1    | ルーマニア       | アレクサンドル・ミトリツァ |
| 1    | セルビア         | アレクサンダル・カタイ |
| 1    | シエラレオネ     | ケイ・カマラ |
| 1    | スロベニア       | ロベルト・ベリッチ |
| 1    | 韓国             | 黄仁範 |